# Bridgnorth Castle
Bridgnorth Castle er ruinen af en middelalderborg, er ligger i byen Bridgnorth, Shropshire.
Dn blev grundlagt af Robert de Belleme i 1101. Belleme var søn af den franske jarl Roger de Montgomery, og han overto titlen som jarl af Shrewsbury efter ham. Allerede i 1102 overtog kong Henrik 1. borgen og byggede endnu en borg på Panpudding Hill. Størstedeen af yderbygningerne er bygget 1105-1113. Det store firkantede keep blev opført af Henrik 2. i 1160, og borgen blev udvidet yderligere i 1166-1174. Udvidelse af borgen fortsatte i begyndelsen af 1200-tallet.
I 1642 beskrev Charles 1. borgen som "den fineste i mit domæne". Under den engelske borgerkrig var en stor garnison kavalerer udstationeret her. Den blev delvist ødelagt i 1646 af Oliver Cromwells tropper efter en 3-ugers belejring.
Det har været et scheduled monument siden 1928.